# ステファニー・モーガン
ステファニー・モーガン（Stefani Morgan, 1985年10月31日 - ）は、アメリカ合衆国のポルノ女優。カリフォルニア州リバーサイド出身。

## 経歴
2007年AVN最優秀新人賞にノミネートされた。

## 出演作品
- セルフコントロール/じらしのエア前戯
- ローハイド2 カウガールは騎乗位がお好き